# Sarmatia obvia
Sarmatia obvia là một loài bướm đêm trong họ Erebidae.